# 金秀興産
金秀興産株式会社（かねひでこうさん）は、沖縄県で不動産賃貸業、ホームセンターを営む会社。子会社を通じて製糖事業を行っている。
1993年まで第一製糖株式会社として製糖事業を行っていたが、2006年現在は工場跡地等を賃貸する不動産事業会社となっている。
2014年に金秀商事からホームセンター事業を譲受し、沖縄県内のカインズ2店舗の運営も行っている
2006年3月期の売上構成は不動産収入業81%、保険収入業12%、その他7%となっている。

## 沿革
- 1960年（昭和35年） 9月 - 南部製糖株式会社と沖縄農興製糖株式会社が合併し第一製糖株式会社を設立。
- 1993年（平成 5年） 8月 - 中部製糖株式会社（現在の新中糖産業)、琉球製糖株式会社（現在のりゅうとう）と共に翔南製糖を設立。
- 1993年（平成 5年） 9月 - 製糖事業を翔南製糖へ譲渡。
- 1999年（平成11年）10月 - 第一産業株式会社に名称変更。
- 2001年（平成13年） 9月 - 株式会社金秀本社より保険代理店業務を移管。
- 2007年（平成19年）6月1日 - 金秀興産株式会社に名称変更。
- 2014年（平成26年）3月 - 金秀商事のホームセンター事業を譲受し、沖縄県内のカインズ2店舗の運営を同社へ移管[3]